# Bahjoi
Bahjoi är en ort i Indien.   Den ligger i distriktet Morādābād och delstaten Uttar Pradesh, i den norra delen av landet, 140 km öster om huvudstaden New Delhi. Bahjoi ligger 193 meter över havet och antalet invånare är 33 752.
Terrängen runt Bahjoi är mycket platt. Runt Bahjoi är det mycket tätbefolkat, med 1 056 invånare per kvadratkilometer. Närmaste större samhälle är Chandausi, 16,5 km öster om Bahjoi. Trakten runt Bahjoi består till största delen av jordbruksmark.